# Manon Uphoff
Manon Uphoff (Utrecht, 20 december 1962) is een Nederlands schrijver, scenarist en beeldend kunstenaar.

## Biografie
Uphoff groeide op in een gezin met dertien kinderen.
Zij debuteerde in 1995 met de verhalenbundel Begeerte die werd genomineerd voor de AKO Literatuurprijs, de Anton Wachterprijs, de ECI prijs en het titelverhaal werd bekroond met de Rabobank Lenteprijs voor literatuur. Haar eerste roman Gemis (1997) werd genomineerd voor de Libris Literatuurprijs. Haar meest recente boek, Vallen is als Vliegen (2019), werd door het NRC Handelsblad en Humo uitgeroepen tot beste Nederlandstalige roman van 2019, terwijl de roman in de eindejaarsspiegel van kranten en tijdschriften door boekhandel Athenaeum werd uitgeroepen tot beste boek van 2019.
Van 2004 tot 2007 was Uphoff redacteur van het literair tijdschrift De Revisor. Van 2008 tot 2015 was zij achtereenvolgens bestuurslid, secretaris en voorzitter van PEN Nederland. Van 2012 tot 2015 was Uphoff bestuurslid van de P.C. Hooft-prijs. In 2019 werd zij bestuurslid bij de Maatschappij der Nederlandse Letterkunde, jurylid bij de Frans Kellendonkprijs en de Joost Zwagerman Essayprijs.
Uphoff was in 2020 een van de oprichters van schrijverscollectief Fixdit. Op 28 maart 2024 werd zij benoemd tot lid van de Akademie van Kunsten.

## Prijzen
- 1996 - Rabobank Lenteprijs voor Literatuur voor titelverhaal Begeerte
- 2002 - C.C.S. Crone-prijs voor haar gehele oeuvre
- 2013 - Opzij Literatuurprijs voor De ochtend valt[3]
- 2019 - BookSpot Scholierenprijs voor Vallen is als Vliegen[4]
- 2020 - Charlotte Köhler Prijs voor haar gehele oeuvre, maar in het bijzonder de roman Vallen is als vliegen.[5][6]
- 2020 - Tzumprijs voor de beste literaire zin voor een zin uit Vallen is als vliegen:[7]

En hier ben ik, kruipend naar die plek die tot vandaag zijn angstparfum van gele orchidee, passiebloem en mest uitwasemt, in een poging te aanschouwen wat ik daar geweest ben: het laatste poppetje in de matroesjka, met de scheef geschilderde kommaoogjes, het poppetje dat je niet kan openen.

## Nominaties voor prijzen
- 1996 - Nominatie AKO-Literatuurprijs voor Begeerte
- 1996 - Nominatie ECI Literatuurprijs voor Begeerte
- 1996 - Nominatie Anton Wachterprijs voor Begeerte
- 1997 - Nominatie Libris Literatuurprijs voor Gemis
- 2003 - Longlist Libris Literatuurprijs voor De Vanger
- 2006 - Longlist AKO-Literatuurprijs voor Koudvuur
- 2010 - Shortlist Opzij Literatuurprijs voor De Spelers
- 2013 - Longlist AKO-Literatuurprijs voor De Zoetheid van Geweld
- 2014 - Longlist Gouden Boekenuil voor De Zoetheid van Geweld
- 2019 - Shortlist BookSpot Literatuurprijs voor Vallen is als Vliegen
- 2019 - Shortlist Opzij Literatuurprijs voor Vallen is als Vliegen
- 2020 - Nominatie Nederlandse Boekhandelsprijs voor Vallen is als Vliegen
- 2020 - Shortlist Libris Literatuurprijs voor Vallen is als Vliegen

## Verhalen en artikelen in tijdschriften
- 1996 - Het potje in De Gids (jaargang 159, nummer 11-12, pagina 967-974)
- 1997 - Zwarte schetsjes in De Revisor (jaargang 24, nummer 4, pagina 32-37)
- 1997 - De terreur van de Tamagotschi in Opzij (jaargang 25, nummer 11, pagina 98-99)
- 1998 - De huishoudstress van de man in Opzij (jaargang 26, nummer 4, pagina 55)
- 2000 -  Een universum als een zwart gat. Aantekeningen bij Sarah Kanes Blasted in Optima (jaargang 17, nummer 6, pagina 37-42)
- 2002 - De Sade met mes en vork in De Revisor (jaargang 29, nummer 3, pagina 37-50)
- 2003 - Brief over de verleiding en een hond, aan Vicomte de Valmont in De Revisor (jaargang 30, nummer 1, pagina 62-66)
- 2003 - Bekentenis van een winkelende. Hoedendozen in het depot van het Centraal Museum, Utrecht in De Revisor (jaargang 30, nummer 1, pagina 99-105)
- 2004 - De poëtica van een schrijver in De Revisor (jaargang 31, nummer 1, pagina 9-19)
- 2008 - De Rode, 30-Minuten boekje bij een sixpack Hertog Jan Grand Prestige bier